# مارتا برنز
مارتا برنز (انگلیسی: Martha Burns؛ زادهٔ ۲۳ آوریل ۱۹۵۷) بازیگر اهل کانادا است.
از فیلم‌ها یا برنامه‌های تلویزیونی که وی در آن نقش داشته‌است، می‌توان به ابریشم، کوری، امیلی در نیومون، ماجراهای مرداک، عامل نفوذی، مصائب و مشکلات و به‌سوی جنوب اشاره کرد.